# Stiropius robustifemur
Stiropius robustifemur är en stekelart som beskrevs av Van Achterberg 1995. Stiropius robustifemur ingår i släktet Stiropius och familjen bracksteklar. Inga underarter finns listade i Catalogue of Life.